# Шнидерс, Бернард
Бернард Шнидерс (нидерл. Bernard Schnieders; 27 февраля 1958, Ассен, Нидерланды — 21 октября 2005, Велервен, Нидерланды) — нидерландский мотогонщик, 3-кратный чемпион мира по шоссейно-кольцевым гонкам в классе мотоциклов с колясками в качестве пассажира, 6-кратный чемпион Нидерландов (1982—1985, 1987—1988).

## Спортивная карьера
Бернард Шнидерс дебютировал в Чемпионате мира по мотогонкам с колясками в 1981 году с Эгбертом Штройером в качестве пилота. Тот сезон Шнидерс провёл не полностью из-за травмы, но с 1982 года стал постоянным пассажиром Штройера и оставался в этой роли вплоть до окончания карьеры в 1988 году. Вместе со Штройером он стартовал в 60 Гран-при, завоевал 3 мировых и 6 нидерландских титулов, а также выиграл 15 гонок.
Бернард Шнидерс скончался в возрасте 47 лет после продолжительной болезни.

## Результаты выступлений в Чемпионате мира по шоссейно-кольцевым гонкам на мотоциклах с колясками
| Легенда к таблице |                                                 |
| --- | ----------------------------------------------- |
| В таблице перечислены результаты всех этапов чемпионата мира, в которых принимал участие гонщик либо пассажир. Строками таблицы являются сезоны, столбцами все гонки этапов чемпионата мира, напарник и мотоцикл. В клетках указаны сокращённое название этапа и результат, клетка дополнительно обозначена цветом. Расшифровка обозначений и цветов представлена в нижеследующей таблице. |                                                 |
| \| Пример \| Описание \| \| ------------ \| ----------------------------------------------- \| \| 1 \| Победитель \| \| 2 \| Второе место \| \| 3 \| Третье место \| \| \| Финишировал в очковой зоне \| \| \| Финишировал вне очковой зоны \| \| НКЛ \| Не классифицирован \| \| Сход \| Не финишировал \| \| НКВ \| Не прошёл квалификацию \| \| НПКВ \| Не прошёл предварительную квалификацию \| \| ДСК \| Дисквалифицирован \| \| ИСК \| Исключён из протокола соревнований \| \| НС \| Не стартовал в гонке \| \| Т \| Травмирован или болен \| \| ОТК \| Отказ от участия \| \| НТР \| Прибыл на соревнования, но на трассу не выезжал \| \| НПР \| Не прибыл к началу соревнований \| \| НД \| Недопущен до старта \| \| О \| Гонка отменена \| \| НУ \| Не участвовал \| \| Поул-позиция \| \| \| Быстрый круг \| \| |                                                 |
| Пример | Описание                                        |
| 1 | Победитель                                      |
| 2 | Второе место                                    |
| 3 | Третье место                                    |
| | Финишировал в очковой зоне                      |
| | Финишировал вне очковой зоны                    |
| НКЛ | Не классифицирован                              |
| Сход | Не финишировал                                  |
| НКВ | Не прошёл квалификацию                          |
| НПКВ | Не прошёл предварительную квалификацию          |
| ДСК | Дисквалифицирован                               |
| ИСК | Исключён из протокола соревнований              |
| НС | Не стартовал в гонке                            |
| Т | Травмирован или болен                           |
| ОТК | Отказ от участия                                |
| НТР | Прибыл на соревнования, но на трассу не выезжал |
| НПР | Не прибыл к началу соревнований                 |
| НД | Недопущен до старта                             |
| О | Гонка отменена                                  |
| НУ | Не участвовал                                   |
| Поул-позиция |                                                 |
| Быстрый круг |                                                 |

| Год  | Пилот          | Мотоцикл   | 1        | 2        | 3        | 4        | 5        | 6     | 7        | 8        | 9     | 10  | Место | Очки |
| ---- | -------------- | ---------- | -------- | -------- | -------- | -------- | -------- | ----- | -------- | -------- | ----- | --- | ----- | ---- |
| 1981 | Эгберт Штройер | LCR-Yamaha | AUT НС   | GER Сход | FRA 4    | ESP Сход | NED Сход | BEL 8 | GBR      | FIN      | SWE   | CZE | 8     | 11   |
| 1982 | Эгберт Штройер | LCR-Yamaha | AUT Сход | NED 5    | BEL 2    | GBR 1    | SWE 11   | FIN 6 | CZE Сход | SMA Сход | GER 2 |     | 4     | 47,5 |
| 1983 | Эгберт Штройер | LCR-Yamaha | FRA Сход | GER 1    | AUT 3    | NED Сход | BEL 2    | GBR 1 | SWE 2    | SMA 4    |       |     | 2     | 72   |
| 1984 | Эгберт Штройер | LCR-Yamaha | AUT 1    | GER 1    | FRA 3    | NED 2    | BEL Сход | GBR 1 | SWE 4    |          |       |     | 1     | 75   |
| 1985 | Эгберт Штройер | LCR-Yamaha | GER 3    | AUT 4    | NED 3    | BEL 1    | FRA 1    | SWE 1 |          |          |       |     | 1     | 73   |
| 1986 | Эгберт Штройер | LCR-Yamaha | GER 1    | AUT 1    | NED Сход | BEL Сход | FRA 1    | GBR 1 | SWE Сход | BAD 1    |       |     | 1     | 75   |
| 1987 | Эгберт Штройер | LCR-Yamaha | ESP Сход | GER 2    | AUT 2    | NED 1    | FRA 2    | GBR 2 | SWE 12   | CZE 2    |       |     | 2     | 75   |
| 1988 | Эгберт Штройер | LCR-Yamaha | EXP 2    | GER 14   | AUT 5    | NED 2    | BEL Сход | FRA 9 | GBR 5    | SWE 3    | CZE 2 |     | 3     | 97   |